# Neal Ascherson
Neal Ascherson (Edimburgo, 5 ottobre 1932) è un giornalista e saggista scozzese.

## Biografia
Studiò a Eton e quindi storia al King's College di Cambridge. Fu allievo dello storico Eric Hobsbawm che lo ebbe a definire come "forse lo studente più brillante che abbia mai avuto. In realtà non gli ho insegnato molto, mi sono limitato a farlo andare avanti da solo".
Dopo essersi laureato con distinzione (Starred First ), rinunciò alle proposte di proseguire la carriera accademica. Scelse invece di intraprendere la carriera giornalistica, prima al Manchester Guardian e quindi allo Scotsman (1959-1960), al The Observer (1960-1990) e all'Independent on Sunday (1990-1998). Ha contribuito alla sceneggiatura della serie documentaria The World at War, del 1974, e alla serie The Cold War, del 1998. In anni recenti, ha collaborato con regolarità per la London Review of Books.
Ha scritto molto, e tenuto conferenze, sulle questioni politiche della Polonia e del Blocco orientale.
Dal 2008 Ascherson è visiting professor all'Istituto di archeologia dell'University College di Londra. È stato curatore, fin dagli esordi nel 1999, di Public Archaeology, una pubblicazione accademica associata all'University College, dedicata ai temi e agli sviluppi riguardanti la gestione delle risorse culturali e sull'archeologia comunitaria.

## Opere
- The King Incorporated, 1963, ISBN 1-86207-290-6.
- The Polish August: the self-limiting revolution, 1981, ISBN 0-670-56305-6.
- The Book of Lech Wałęsa, 1982, ISBN 0-671-45684-9.
- (1983) The Spanish Civil War (sceneggiatura per un serial della Granada Television )
- Magnus Linklater e Isabel Hilton, The Nazi Legacy, 1984, ISBN 0-03-069303-9.
- The Struggles For Poland, 1987, ISBN 0-7181-2812-5.
- Games With Shadows, 1988, ISBN 0-09-173019-8.
- Black Sea, 1995, ISBN 0-8090-3043-8.
  -  Mar Nero. Storie e miti del Mediterraneo d'Oriente, Torino, Einaudi editore, 1999, ISBN 88-06-14950-4.
- Stone Voices: the search for Scotland, 2002, ISBN 0-8090-8491-0.